# Ledocarpaceae
Ledocarpaceae is een botanische naam, voor een familie van tweezaadlobbige planten. Een familie onder deze naam wordt pas de laatste tijd regelmatig erkend door systemen voor plantentaxonomie, waaronder het APG-systeem (1998) en het APG II-systeem (2003). In het verleden zijn de betreffende planten wel ingedeeld bij de familie Geraniaceae.
Het gaat om een heel kleine familie van zo'n dozijn soorten planten die voorkomen in Zuid-Amerika.